# Bolekhiv
Bolekhiv (em ucraniano:  Болехів; em polonês/polaco:  Bolechów; em iídiche:  באָלעכאָוו) é uma cidade da Ucrânia, situada no Oblast de Ivano-Frankivsk. Tem 36,69 km² de área e sua população em 2020 foi estimada em 10.399 habitantes.